# André Gabias
André Gabias, né le 20 mai 1956 à Trois-Rivières, est un avocat et homme politique canadien, député de la circonscription de Trois-Rivières à l'Assemblée nationale du Québec de 2003 à 2007.

## Biographie
André Gabias est le fils d'Yves Gabias, ancien député de la circonscription de Trois-Rivières et ministre de l'Union nationale, et de Monique Fugère.  Il est aussi le petit-fils de Joseph-Maurice Gabias, qui fut député libéral de Montréal—Saint-Henri et maire suppléant de la ville de Montréal.
Il est reçu bachelier en droit en 1980 à l'Université de Sherbrooke. Il est membre du Barreau du Québec depuis 1981.
André Gabias a pratiqué le droit municipal, administratif, en litiges civils et commercial de 1981 à 2003. Il est chargé de cours en droit à l'Université du Québec à Trois-Rivières depuis 1984. Il est également le président fondateur de la jeune chambre de commerce de la Mauricie, président fondateur d'Opération Nez Rouge pour Trois-Rivières et membre de divers conseils d'administration.
André Gabias devient député du Parti libéral du Québec pour la circonscription de Trois-Rivières à l'Assemblée nationale lors de l'élection générale québécoise de 2003. Au cours de son mandat, il exerce les fonctions d'adjoint parlementaire au ministre de la Sécurité publique (2003-2005) et d'adjoint parlementaire au ministre du Développement économique, de l'Innovation et de l'Exportation (2005-2007). Lors de l'élection générale québécoise de 2007, il est défait par l'adéquiste Sébastien Proulx.
De septembre 2007 à février 2008, il est chargé de cours au département des sciences de la gestion de l'Université du Québec à Trois-Rivières. De février 2008 à mai 2014, il exerce la fonction de secrétaire général de cette université, Il était également président du conseil d'administration du Musée québécois de culture populaire de juillet 2013 à mars 2014.